# Pseudo anévrisme
 Mise en garde médicale
Un pseudo-anévrisme ou faux anévrisme est une petite poche de sang communiquant avec une artère ou une cavité cardiaque et secondaire à la rupture de la paroi de ces dernières. Le sang est alors contenu par les structures adjacentes.
Il se distingue de l'anévrisme, ce dernier conservant l'intégrité de sa paroi. Classiquement, l'anévrisme comporte un collet large (partie la reliant avec l'artère ou le cœur) et le pseudo anévrisme un collet étroit.
Le risque est celui de la rupture.

## Pseudo anévrisme artériel
La cause habituelle est un traumatisme de l'artère, qui peut être de nature iatrogène (complication d'une ponction artérielle par exemple).

## Pseudo anévrisme cardiaque
C'est une atteinte rare, essentiellement conséquence d'un infarctus du myocarde. Le sang est alors contenu par le péricarde adhérent et les structures adjacentes, empêchant l'extension vers un hémopéricarde. Les autres causes, plus rares, sont l'endocardite infectieuse, les traumatismes cardiaques ou les complications de certains gestes thérapeutiques (Ablation par radiofréquence, chirurgie cardiaque).
Les signes sont non spécifiques : douleur thoracique, essoufflement... Il peut être asymptomatique et découvert lors d'un examen systématique.
L'imagerie reste un élément essentiel du diagnostic, que cela soit par échocardiographie (éventuellement complétée d'une échographie transœsophagienne, par scanner, par angiographie ou par IRM cardiaque.
La distinction entre anévrisme et faux anévrisme reste cependant difficile, la largeur du collet n'étant qu'un élément orientant.
L'évolution peut se faire vers la rupture, une complication embolique, une compression des structures adjacentes. Certains cas peuvent, cependant, rester quiescent pendant une longue durée, sans nécessiter de réparation. Le risque semble être augmenté en cas d'infarctus récent, de taille importante ou concernant la paroi latérale ou antérieure du ventricule gauche.
La réparation est chirurgicale, par fermeture de la brèche, éventuellement aidé par la mise en place d'un patch. Les suites post-opératoires peuvent être lourdes avec une mortalité importante. Une technique alternative pourrait être la mise en place d'un dispositif de fermeture en per-cutanée, sans ouverture du thorax.